# Owerri
Owerri is een stad in het zuidoostelijk deel van Nigeria.
Het is de hoofdstad van de staat Imo en ligt tevens in het hart van Igboland. De stad telt zo'n 165.470 inwoners.
De stad ligt in het regenwoud maar is voor een groot deel omringd door landbouwgrond, waar producten als maïs, palm en rubber worden verbouwd. Owerri had erg te lijden onder de Biafraoorlog (1967-1970) waarbij de stad verschillende malen veroverd en heroverd werd door de strijdende partijen.
De stad heeft een eigen luchthaven, Imo Airport.
De stad is de zetel van een rooms-katholiek aartsbisdom.

## Geboren
- Nwankwo Kanu (1976), voetballer
- Christopher Kanu (1979), voetballer
- Kelechi Nwakali (1998), voetballer
- Henry Nwosu (1980), voetballer
- Ezinne Okparaebo (1988), Noors atlete
- Paul Onuachu (1994), voetballer